# Задача Минковского
Задача Минковского:
| существует ли замкнутая выпуклая гиперповерхность {\displaystyle F}, у которой гауссова кривизна {\displaystyle G(n)} является заданной функцией единичного вектора внешней нормали {\displaystyle n}. |

Поставлена Минковским, которому принадлежит обобщённое решение задачи в том смысле, что оно не содержит никакой информации о характере регулярности {\displaystyle F}, даже если
{\displaystyle G(n)} — аналитическая функция.
Он доказал, что если заданная на единичной гиперсфере {\displaystyle S} непрерывная положительная функция {\displaystyle G(n)} удовлетворяет условию
{\displaystyle \int \limits _{S}{\frac {n}{G(n)}}ds=0,}
то существует и притом единственная (с точностью до параллельного переноса) замкнутая выпуклая поверхность {\displaystyle F}, для которой {\displaystyle G(n)} является гауссовой кривизной в точке с внешней нормалью {\displaystyle n}.
Регулярное решение задачи Минковского дано А. В. Погореловым в 1971 году. В частности, он доказал, что если {\displaystyle K(n)} принадлежит классу {\displaystyle C^{m}}, {\displaystyle m\geq 3}, то получаемая поверхность {\displaystyle F} принадлежит классу гладкости {\displaystyle C^{m+1,\alpha }}, а в случае аналитичности {\displaystyle K(n)} поверхность {\displaystyle F} также оказывается аналитической.

## Вариации и обобщения
- Существует обобщение задачи Минковского для риманова пространства[1].